# 조병세 (1949년)
조병세(趙炳世, 1949년 3월 20일~)은 대한민국의 정무직 공무원으로, 제18대 국가보훈처 차장(1999. 1.~2000. 2.)을 지냈다. 충청북도 제천시 출생이다.

## 학력
- 1965~1968 대전고등학교 졸업
- 건국대학교 행정학 석사 수료
- 고려대학교 경영학 석사 수료
- 1982~1985 한국방송통신대학교 행정학 학사 졸업
- 1985~1988 서울대학교 대학원 정책학 석사 수료
- 1990~1994 한양대학교 대학원 경제학 박사 수료

## 경력
- 대한민국 철도청 공무원
- 대한민국 교통부 공무원
- 1979 국무총리실 정무비서관
- 국무총리실 민정비서관
- 국무총리실 공보비서관
- ~1999 국무총리실 의전비서관
- 1993~1994 한국과학기술원 연구자문위원
- 1996~1997 오스트레일리아 뉴사우스웨일즈대학교 초빙교수
- 1999~2002 오스트레일리아 뉴사우스웨일즈대학교 명예초청교수
- 1999~2000 제15대 국가보훈처 차장
- 1999~2000 한국보훈복지의료공단 이사장
- 2001~2013 한양대학교 경제금융대학 겸임교수
- 대구대학교 겸임교수
- 앨라배마 대학교 강사
- 2004~2005 미국 펜실베이니아대학교 정치학과 초빙교수
- 국민중심당 전략기획위원장
- 2011~2013 타이완 국립정치대학 교환교수
- 2013~2014 폴란드 야기엘로니안대학교 동양학과 초빙교수
- 폴란드 크라쿠프 세종학당 학당장
- 야기엘론스키 대학교 동양학부 한국학전공 교수

## 수상
- 1975 우수공무원 표창
- 1978 모범공무원 표창
- 1984 녹조근정훈장

## 역대 선거 결과
|  | 9.15% |

|  | 30.5% |

|  | 3.20% |

| 전임 장귀호 | 제18대 국가보훈처 차장 1999년 1월 21일~2000년 2월 11일 | 후임 김종성 |